# تنه معده
تنه معده (به انگلیسی: Body of stomach) قسمتی از معده انسان است. این قسمت از معده پیکره اصلی این اندام شامب بخش بالای معده، میانی و پایینی که شامل اندامک‌ها و اندام‌های درونی معده می‌شود را دربر می‌گیرد. این بخش از معده، از چند خمیدگی تشکیل شده است.

## نگارخانه

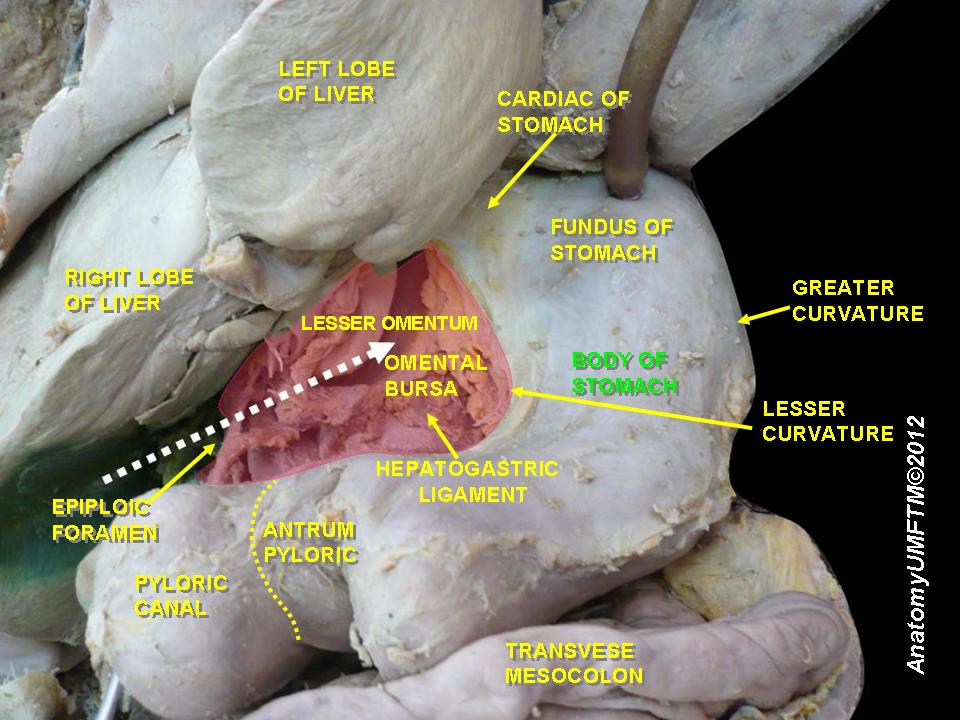